# Edigna von Puch

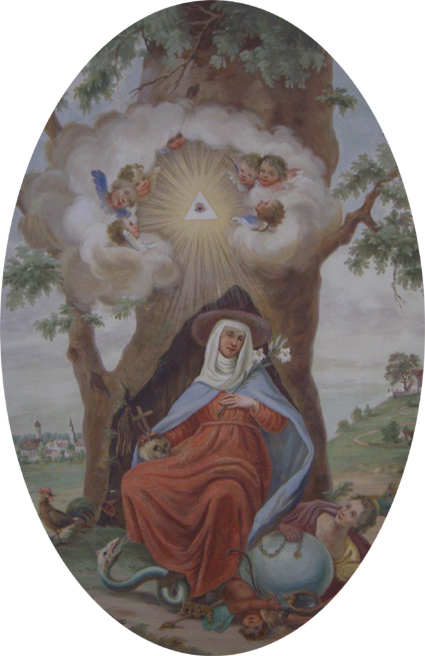
Edigna in der Linde. Deckenfresko des 18. Jahrhunderts, St. Sebastian in Puch.

Edigna von Puch (* 11. Jahrhundert in Frankreich?; † 26. Februar 1109 in Puch bei Fürstenfeldbruck in Bayern) war eine Einsiedlerin, die laut Legende in einer hohlen Linde lebte und durch frommes Wirken und posthume Wundertaten in der katholischen Kirche als Selige verehrt wird.

## Legende
Der Legende nach war Edigna die Tochter des Königs von Frankreich. Als ihr Gelöbnis ewiger Jungfräulichkeit durch eine geplante Heirat in Gefahr geriet, floh sie in der schlichten Kleidung einer Bettlerin nach Deutschland. Als sie während der Flucht auf einem Ochsenkarren schlief, krähte ihr Hahn, während zur selben Zeit das Glöckchen, das sie bei sich führte, bimmelte. Sie erwachte kurz darauf und fragte ihren Fuhrmann, an welchem Ort genau diese Zeichen eingetreten waren. Dieser wies auf eine Linde hinter ihnen. Da sah Edigna darin ein Zeichen Gottes, das ihr diesen Platz als Wirkungsstätte zuwies. 35 Jahre lang lebte sie daraufhin in der hohlen Linde zu Puch ein frommes Leben als Einsiedlerin. Sie unterwies das Volk im christlichen Glauben, predigte aus der heiligen Schrift, unterrichtete im Lesen und Schreiben und half bei vielen Nöten. Nach Edignas Tod am 26. Februar 1109 floss aus der Linde ein heilendes Öl, das aber versiegte, als man es gegen Geld verkaufen wollte. Nach ihrem Ableben tat Edigna viele Wunder für Mensch und Vieh.

Edigna, Urenkelin Wladimirs des Heiligen. Gedenkbild, 1988, von einer Gruppe der ukrainischen Kirche im Exil. St. Sebastian, Puch.

## Historizität
Der Edigna-Kult geht vielleicht auf eine Person, die tatsächlich gelebt hat, zurück. 1978 entdeckte man bei Renovierungsarbeiten der Kirche St. Sebastian, die unmittelbar neben der Linde Edignas in Puch steht, ein leeres Grab, das sich hinter dem Altar des Vorgängerbaus befand. Dieses Ehrengrab wird Edigna zugesprochen.
Zweifelhaft ist, dass Edigna eine Prinzessin von Frankreich war. Eine Edigna oder eine Tochter, die sich einer Heirat entzog, ist für beide Könige Frankreichs, die zeitlich in Frage kommen, nicht überliefert. Da Edigna laut Legende Lesen und Schreiben konnte, ist von adeliger Herkunft auszugehen. Auch scheint sie keine Deutsche gewesen zu sein. Beide Merkmale könnten in der Legende fortgelassen werden, ohne dass sich die Aussage verändern würde.
Unter der Voraussetzung, dass die geschichtlichen Angaben der Legende auf Tatsachen beruhen, war Edigna die Tochter von Heinrich I. von Frankreich. Wäre Edigna ein eheliches Kind, dann würde sie wohl von seiner dritten Frau Anna von Kiew stammen und wäre zwischen 1052 und 1061 geboren. So wäre Edigna bei ihrer Flucht im Jahre 1074 in jugendlichem Alter gewesen und 1109 im Alter von 47–57 Jahren gestorben. Zugleich wäre sie die Urenkelin Wladimirs des Heiligen und Enkelin Jaroslaws des Weisen, beide Großfürsten des Kiewer Reiches und maßgeblich verantwortlich für die Christianisierung der Ukraine und Russlands. Unwahrscheinlich ist, dass Edigna die Tochter Philipp I. von Frankreich war, dessen erstes Kind erst um 1078 geboren wurde.

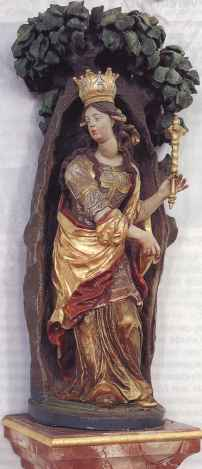
Edigna in der Linde. Figur des 18. Jahrhunderts neben dem Hochaltar St. Sebastians, Puch.

## Baumkult
Die Edigna-Linde gilt als tausendjährige Linde. Von manchen wird sie auf ein Alter von 1.200 Jahren geschätzt. Sie wäre damit so alt wie die im 8. Jahrhundert bezeugte Kirche, die damals dem Erzengel Michael geweiht war. Kirche und Linde stehen so dicht beisammen, dass sie sich berühren. So manches in der Legende rückt Edigna in die Nähe einer heidnischen Göttin, die ähnlich wie eine Dryade im Baum verehrt wurde. Dazu zählt, dass sie eine jungfräuliche Königstochter war, dass sie mit einem Ochsenkarren wie Nerthus über das Land fuhr, dass ein Hahn ihr Tier war, sie 35 Jahre lang im Baum lebte und dass die Linde nach ihrem Tod ein heilendes Öl absonderte. Gegen den ausgeprägten Baumkult der Germanen musste die Kirche lange kämpfen und schlussendlich, weil das Volk nicht davon lassen wollte, einige Baumheiligtümer christianisieren. Im 19. Jahrhundert kommt Johann Wilhelm Wolf deswegen zu dem Schluss, dass Edignas Legende auf eine Verehrung der Göttin Hulda/Perchta zurückgehe. Auch wenn diese Deutung veraltet ist, bleibt zwischen Edigna und der Linde eine Nähe, die unter den christlichen Heiligen außerordentlich ist.

## Verehrungsgeschichte
Legende und Kult Edignas werden erstmals durch Abbildungen des frühen 15. Jahrhunderts bezeugt. Sie wird in Nonnengewand mit Königskrone dargestellt. In den Händen hält sie die heilige Schrift, auf der ein Hahn steht. Das älteste schriftliche Zeugnis über Edigna stammt aus dem Jahr 1554 von Johannes Aventinus in Annales Ducum Boiariae. Er schreibt, dass in Puch eine Edigna begraben sei, die viel verehrt und besonders bei Verlust und Diebstahl angerufen werde. Ihre Legende überliefert uns 1624 Matthäus Rader in seinem Werk Bavaria Sancta et Pia. Er beruft sich auf eine Tafel, die er in der Pucher Kirche vorgefunden habe, und auf „Jahrschriften“. Etwa um 1600 werden die Gebeine Edignas erhoben und dem Volke zur Verehrung zugänglich gemacht. Wallfahrt aus den umliegenden Dörfern setzt ein. Rader berichtet für den Zeitraum von 1590 bis 1616 auch von Wunderheilungen durch die Fürbitte Edignas. Das älteste noch erhaltene Votivbild stammt von 1639. Die Wallfahrt wird nicht nur vom nahen Kloster Fürstenfeld, dem die Kirche in Puch zugeordnet ist, gefördert. Begünstigt wird sie insbesondere auch durch den Besuch von Damen des Hochadels. Die erste Frau Maximilians I. von Bayern, Elisabeth von Lothringen, unternahm bis zu ihrem Tod 1633 jährlich eine Wallfahrt nach Puch. Die Witwe des deutschen Kaisers Ferdinand II., Eleonore von Mantua, verlobte sich zur seligen Edigna wegen eines verlorenen wertvollen Schmuckstücks, das danach auch bald gefunden wurde (Votivtafel von 1654). Trotzdem blieb die Verehrung Edignas immer auf den näheren Umkreis beschränkt.

## Heutige Verehrung
Edigna ist eine Selige der katholischen Kirche. Sie wurde zwar nie kanonisiert, wird aber im Heiligen- und Seligenverzeichnis im Institut Papst Johannes XXIII. der Lateran-Universität in Rom als Selige geführt.
Als (mögliche) Verwandte ukrainischer Heiliger wird sie auch in östlichen Kirchen verehrt, wie Besuche von Gruppen der russisch-orthodoxen Kirche, der mit Rom unierten ukrainischen Kirche im Exil und der katholischen Ukrainer des byzantinischen Ritus in Puch zeigen.
Hauptverehrungsstätte ist die Kirche St. Sebastian in Puch, die auf Edigna ausgerichtet ist. Beide Deckengemälde zeigen Szenen ihrer Legende (Joseph Krenauer, 18. Jahrhundert). Insbesondere die linke Kirchenseite ist ihr gewidmet: Edigna-Seitenaltar (19. Jahrhundert) mit ihren Reliquien und Ölbild, eine Statue Edigna in der Linde (18. Jahrhundert) neben dem Hochaltar und ein weiteres Gemälde Edignas Ankunft in Puch auf dem Ochsenkarren, das auf der Vorlage des Kupferstichs Raphael Sadelers in der Bavaria Sancta et Pia (17. Jahrhundert) beruht. Im hinteren Teil der Kirche hängt eine Auswahl von über 20 Votiv- und Gedenktafeln, die im Zeitraum von 1639 bis heute gestiftet wurden. Außen, an der Linde, steht ein Glasbehälter für Andachts- und Opferkerzen. Daneben eine bemalte Holzfigur der Seligen in einer kleinen Kapelle.
In der niederbayerischen Gemeinde Hunderdorf steht im Ortsteil Hofdorf die Katholische Filialkirche St. Edigna, die 1701 erbaut wurde. Auf dem Altargemälde wird Edigna mit Totenkopf und Geißel dargestellt. In der Kapelle wird auch eine Handreliquie der Seligen aufbewahrt.
Im Fenster der Thomas- und Korbiniankapelle des Münchner Frauendoms zeigt eine Glasmalerei Robert Rabolts von 1965 die Heiligen des Erzbistums München-Freising, unter ihnen auch Edigna. Im Frauendom befand sich ursprünglich auch das erste bildliche Zeugnis Edignas, ein Altarflügel des 15. Jahrhunderts, der heute im Bayerischen Nationalmuseum ausgestellt ist. Dort ist auch das andere erste Bildzeugnis, ein weiterer Altarflügel aus derselben Zeit, zu sehen.
Drei jährliche Wallfahrten führen von den Pfarrgemeinden von Oberpfaffenhofen bei Weßling, Mitterndorf bei Dachau und St. Bernhard in Fürstenfeldbruck zu Edigna nach Puch. Bis ins 20. Jahrhundert wallfahrte auch Dachau, wo Edigna nach dem Zeugnis der Votivtafeln größere Bedeutung erlangt hatte, nach Puch. Dabei ging man in der Pucher Kirche dreimal um den Altar und läutete mit der Handglocke der Edigna, um die Patronin auf die mitgebrachten Anliegen besonders aufmerksam zu machen (laut einem Zeugnis Mitte des 20. Jahrhunderts). Auch heute noch wird nach einem Wallfahrtsgottesdienst mit der Edigna-Glocke geläutet.
Seit 1959 finden alle 10 Jahre in Puch zu ihrem Gedenktag die Edigna-Festspiele statt, die ein Theaterstück beinhalten, das das legendäre Leben und Wirken Edignas darstellt.
In Puch ist der seltene Vorname Edigna vergleichsweise häufig anzutreffen. Auf dem Friedhof trägt etwa jedes zwanzigste Frauengrab diesen Namen.

Edignas Ankunft in Puch. Gemälde des 19. Jahrhunderts im Chorraum von St. Sebastians in Puch.

## Bedeutung
Edigna war und ist eine Lokalheilige. Sie wurde in der unmittelbaren Umgebung im Umkreis von etwa 25 km verehrt, wobei die Frauen des Hochadels, die die letzte Stätte der frommen Standesgenossin im 17. Jahrhundert aufsuchten, ihr eine besondere Ausstrahlung verliehen. Ihre Legende ist Zeugnis des Fortwirkens heidnischer Vorstellungen in der christlichen Kirche und zugleich ein Beispiel der Integration von altem mit neuem Glaubensgut. Edigna bietet Leitbilder für Frauen gegen Fremdbestimmung, für Menschen, ihrer inneren Stimme zu folgen und Gottvertrauen zu haben, sowie für die Verbindung zwischen Ost und West, Hoch- und Niedergestelltem, Gott, Mensch und Natur.

## Verehrungsangaben
- Kanonisation: Nein, sie gilt aber dennoch als selig.
- Gedenktag: 26. Februar.
- Reliquien: In der Pucher Kirche St. Sebastian befinden sich ihre Gebeine in einem Glasschrein. In der Kirche wird auch die Handglocke Edignas aufbewahrt. Vor der Kirche steht die Edigna-Linde. Eine Handreliquie ist in der Kirche St. Edigna in Hofdorf.
- Attribute: In einer Linde sitzend oder stehend, auf einem Ochsenkarren, mit heiliger Schrift, mit Glocke oder Hahn.
- Patronate: Helferin bei Alltagsproblemen und Unglücksfällen, bei Krankheit oder in der Sterbestunde. Insbesondere bei verlorenen oder gestohlenen Sachen und Krankheiten des Viehs.